# Michael Hopkins
Michael Scott Hopkins (Lebanon, 28 de dezembro de 1968) é um coronel da Força Aérea dos Estados Unidos e um ex-astronauta norte-americano. 

## Biografia
Formado em engenharia aeroespacial em 1991 pela Universidade de Illinois em Urbana-Champaign e com mestrado pela Universidade de Stanford em 1992, tornou-se membro da reserva da Força Aérea ainda quando universitário em Illinois, recebendo a patente de segundo-tenente em 1992, servindo numa base aérea em Albuquerque, Novo México.
Em 1996 cursou a prestigiada Escola de Piloto de Teste da Força Aérea dos Estados Unidos e graduado como engenheiro de prova testou aeronaves de transporte e carga como o C-130 Hercules e o C-17 Globemaster III. Em 1999 foi enviado ao Canadá num programa de intercâmbio militar, onde trabalhou no Centro Canadense de Testes de Voo.
De volta aos Estados Unidos, em 2005 trabalhou no Pentágono como engenheiro de projetos e gerente de programas. Em 2008, foi destacado para servir como assistente especial do Vice-comandante do Estado-Maior Conjunto dos Estados Unidos general James Cartwright e nessa função foi selecionado pela NASA em 2009 para integrar o treinamento a seu corpo de astronautas.
Após treinamento no programa russo Soyuz na Cidade das Estrelas, em Moscou, em 25 de setembro de 2013 foi pela primeira vez ao espaço como tripulante da nave Soyuz TMA-10M, para uma missão de longa duração integrando as Expedições 37 e 38 na Estação Espacial Internacional, servindo como engenheiro de voo. Retornou em 11 de março de 2014, completando um total de 166 dias em órbita.
Hopkins se aposentou da NASA no dia 1 de maio de 2023.